# Der grüne Planet – Besuch aus dem All
Der grüne Planet – Besuch aus dem All (Originaltitel: französisch La belle verte ‚Das schöne Grün[e]‘; englisch Visit to a green planet ‚Besuch eines grünen Planeten‘; kurz: Der grüne Planet; davon abweichend in der Internet Movie Database: Besuch vom andern Stern) ist eine gesellschaftskritische Fantasy-Filmkomödie. Sie erschien 1996 und behandelt „die problematischen Seiten unseres heutigen Lebensstils“. Das Drehbuch schrieb Coline Serreau, die auch Regie führte, zudem die Filmmusik schuf und selbst die Hauptrolle spielte. Die französische Produktion Alain Sardes entstand in Zusammenarbeit mit dem Fernsehsender TF1.

## Handlung
Die Internet Movie Database fasste die Handlung kurz so zusammen: 

„Auf einem fernen Planeten beherrschen ländliche Veganer Telepathie und mentale Kräfte, um interstellar zu reisen. Mila wird auf die Erde geschickt, um Bericht zu erstatten. Sie landet in Paris – ein ziemlicher Kulturschock.“

Die Geschichte beginnt mit der Versammlung einer großen Gruppe Menschen in malerischer Natur auf dem fernen „grünen Planeten“, welcher der Erde sehr ähnlich scheint, wohin aber seit 200 Jahren niemand mehr freiwillig reisen möchte. Schließlich entscheidet Mila, es zu tun, denn sie stammt von dort, was hier aber niemand weiß. Man gibt ihr telepathische Programme mit, so zur Sprache, aber auch eins zur sogenannten „Dekonnektierung“, um Zielpersonen sich auf der Stelle authentisch verhalten zu lassen.
Mila landet schließlich mitten in Paris und begegnet vielen übel gelaunten Menschen, die sie umpolt, darunter Max, dem Chefarzt einer Geburtsstation. Bei der Krankenschwester Macha ist es jedoch nicht nötig. Ihr und ihrer Schwester Sonia hilft sie vielmehr, ein verwaistes Neugeborenes vor der Fürsorge zu retten, während sie bei Max Unterschlupf findet. Dessen Frau nimmt seine grundlegende Veränderung zum Anlass, ihn erst einmal zu verlassen, um selbst zu sich zu finden.
Schließlich verlieben sich Milas beiden jungen Söhne in Macha und Sonia, nachdem sie diese per Telepathie sehen konnten. Sie bringen den letzten Erdbesucher Osam dazu, ihnen ebenfalls zur Reise nach Paris zu verhelfen. Allerdings landen sie stattdessen in Australien und stoßen dort auf naturnah lebende Aborigines. Mit denen verstehen sie sich prompt sehr gut und verbringen die Nacht mit der Gruppe unter freiem Himmel, wie sie es daheim gewohnt sind. Ihnen gelingt es dann, mit der Air France Paris zu erreichen, dort ihre Mutter, Macha und Sonia zu finden sowie Mila zur überreden, die beiden Erdbewohner samt Baby mit zum grünen Planten zu nehmen. Das ist eigentlich verboten, doch sie werden schließlich von der Gemeinschaft dort ganz freundlich aufgenommen.

## Produktion
Der Film wurde von Juli bis November 1995 in Frankreich in Paris und im Lozère gedreht sowie in den Flinders Ranges und am Parachilna Creek in Südaustralien.
Er erschien 1996 außer im Produktionsland Frankreich auch in den Nachbarländern Belgien, Spanien und der Schweiz, 1997 außerdem in Italien und Kanada.
Im Jahr 2009 erschien Der grüne Planet in leicht gekürzter Fassung von 92 Minuten als DVD-Video.

## Rezeption
Der US-amerikanische Filmkritik-Aggregator Rotten Tomatoes hatte für Der grüne Planet im August 2023 keinerlei Kritiken in der Fachpresse erfasst, jedoch über 500 Publikumsbewertungen mit einem Mittel von 83 % (4,2 von 5 Sternen). Die ebenfalls US-amerikanische Filmdatenbank Internet Movie Database hatte zum gleichen Zeitpunkt aus über 5000 Publikumsbewertungen ein Mittel von 72 % ermittelt (7,2 von 10 Sternen).

Das deutsche Lexikon des internationalen Films bewertete den Film recht kritisch. Er sei: 

„Eine auf Situationskomik aufgebaute Komödie, die den irdischen Alltag in Frage stellen will, aber nur anspruchslose Unterhaltung bietet.“